# كاسور
الكاسور أو التمبك أو الدمبك (تُمبَک، تنبک، دمبک، دنبک) هي آله إيقاعية ایرانیة الأصل ذات صوت مميز، تتكون من جسم يشبه الطبلة، لكنه أصغر حجمًا، مصنوع من الخشب، ومشدود عليها جلد حيواني، بالتحديد جلد الأرانب.
يعتبر الكاسور الآلة الإيقاعية الرئيسية في الموسيقى الفارسية، وعادة ما يتم تثبيته وحمله قطريًا عبر جذع العازف. يستخدم العازف إصبعًا واحدًا أو أكثر و/أو راحة اليد للنقر رأس الطبلة لإنتاج الصوت، وغالبًا ما يتم النقر بالقرب من طرف الآلة للحصول على صوت يشبه رنين الجرس. في بعض الحالات، يزين عازفو الكاسور أنفسهم بحلقات أصابع معدنية لإضافة "نقرة" إضافية على غلاف الطبلة.غالبًا ما يقدم فناني التومباك الموهوبين عروضًا فردية يمكن أن تمتد لمدة عشر دقائق أو حتى أكثر.